# تقييم الأثر
تقييم الأثر (بالإنجليزية: Impact Evaluation) هو عملية تحليلية منهجية تهدف إلى تحديد التغيرات السببية التي يمكن أن تُعزى إلى تدخل معين، مثل مشروع تنموي، برنامج اجتماعي، أو سياسة حكومية . يركز هذا النوع من التقييم على فهم العلاقة بين التدخل والنتائج طويلة الأمد، والإجابة على السؤال الأساسي: "ماذا كان سيحدث لو لم يتم هذا التدخل؟" . يختلف تقييم الأثر عن أنواع التقييم الأخرى، مثل تقييم العملية (Process Evaluation) الذي يركز على كيفية تنفيذ التدخل، وتقييم المخرجات (Output Evaluation) الذي يقيس النتائج المباشرة للتدخل .
يهدف تقييم الأثر إلى توفير أدلة قوية وموثوقة حول فعالية التدخلات، مما يساعد صناع القرار والمنظمات على تحسين تصميم البرامج المستقبلية، وتخصيص الموارد بكفاءة، وتعزيز المساءلة . تُعد هذه العملية حاسمة في مجالات مثل التنمية الدولية، الصحة العامة، التعليم، والسياسات الاجتماعية، حيث تسهم في بناء قاعدة معرفية حول ما ينجح ولماذا ينجح .
تعتمد منهجيات تقييم الأثر على مقارنة مجموعة من الأفراد أو المناطق التي تلقت التدخل (مجموعة المعالجة) بمجموعة مماثلة لم تتلق التدخل (المجموعة الضابطة أو المقارنة) . الهدف من هذه المقارنة هو عزل تأثير التدخل عن العوامل الأخرى التي قد تؤثر على النتائج، وبالتالي تحديد الأثر الصافي للتدخل .

## الأهمية
يُعد تقييم الأثر أداة حاسمة لصناع القرار والمنظمات التنموية لعدة أسباب رئيسية :
- تحسين الفعالية: يساعد تقييم الأثر في تحديد ما إذا كانت البرامج والسياسات تحقق أهدافها المرجوة وتحدث فرقًا إيجابيًا في حياة المستفيدين. من خلال فهم الأثر السببي، يمكن للمنظمات تحسين تصميم برامجها لضمان تحقيق أقصى قدر من الفائدة[9].
- المساءلة: يوفر تقييم الأثر أدلة قوية وموثوقة حول استخدام الموارد ونتائج التدخلات. هذا يعزز الشفافية والمساءلة أمام الممولين، الحكومات، والجمهور، ويضمن أن الأموال تُنفق بفعالية لتحقيق الأهداف المحددة [10].
- التعلم والتكيف: يساهم تقييم الأثر في فهم العوامل التي تؤدي إلى نجاح أو فشل التدخلات. من خلال تحليل النتائج، يمكن للمنظمات التعلم من تجاربها وتكييف استراتيجياتها لتحسين الأداء المستقبلي. هذا النهج التكراري يعزز الابتكار والتحسين المستمر [11].
- تخصيص الموارد: يساعد تقييم الأثر في توجيه الاستثمارات نحو البرامج الأكثر فعالية وكفاءة. عندما تكون الموارد محدودة، يصبح من الضروري تحديد التدخلات التي تحقق أفضل عائد على الاستثمار، ويقدم تقييم الأثر الأساس لاتخاذ هذه القرارات المستنيرة [12].

## منهجيات التقييم
تعتمد منهجيات تقييم الأثر على مقارنة مجموعة من الأفراد أو المناطق التي تلقت التدخل (مجموعة المعالجة) بمجموعة مماثلة لم تتلق التدخل (المجموعة الضابطة أو المقارنة) . الهدف هو عزل تأثير التدخل عن العوامل الأخرى التي قد تؤثر على النتائج . تشمل المنهجيات الشائعة ما يلي:

### 1. التجارب العشوائية المضبوطة (Randomized Controlled Trials - RCTs)
تُعتبر التجارب العشوائية المضبوطة المعيار الذهبي في تقييم الأثر، خاصة في مجالات مثل الطب والعلوم الاجتماعية [14]. يتم فيها تخصيص الأفراد أو الوحدات بشكل عشوائي لمجموعة المعالجة أو المجموعة الضابطة. يضمن التخصيص العشوائي أن تكون المجموعتان متطابقتين إحصائيًا في المتوسط قبل بدء التدخل، مما يسمح بعزل تأثير التدخل بثقة عالية .

### 2. التصميمات شبه التجريبية (Quasi-Experimental Designs)
تُستخدم هذه التصميمات عندما لا يكون التخصيص العشوائي ممكنًا أو عمليًا لأسباب أخلاقية أو لوجستية . تشمل هذه المنهجيات:
- مطابقة الدرجات الميلية (Propensity Score Matching - PSM): يتم مطابقة الأفراد في مجموعة المعالجة مع أفراد مماثلين في المجموعة الضابطة بناءً على خصائصهم الملحوظة. تهدف هذه الطريقة إلى تقليل التحيز الناتج عن الاختلافات بين المجموعات [17].
- اختلاف الفروق (Difference-in-Differences - DiD): تقارن هذه المنهجية التغير في النتائج بين مجموعة المعالجة والمجموعة الضابطة قبل وبعد التدخل. تفترض أن الاتجاهات الزمنية للنتائج ستكون متوازية في غياب التدخل[18].
- الانحدار المتقطع (Regression Discontinuity Design - RDD): تُستخدم عندما يتم تخصيص التدخل بناءً على عتبة معينة لمتغير مستمر. تسمح هذه المنهجية بتقدير الأثر السببي للتدخل عند نقطة العتبة [19].
- المتغيرات الآلية (Instrumental Variables - IV): تُستخدم للتعامل مع مشكلة التحيز الناتج عن المتغيرات غير الملحوظة التي قد تؤثر على كل من التدخل والنتائج [8].

### 3. المنهجيات النوعية (Qualitative Methodologies)
تُكمل المنهجيات النوعية التقييمات الكمية من خلال توفير فهم أعمق للسياق، الآليات السببية، وتجارب المستفيدين . تشمل هذه المنهجيات المقابلات المتعمقة، مجموعات التركيز، ودراسات الحالة، والتي تساعد في الكشف عن الأسباب الكامنة وراء النتائج الملحوظة .

## التحديات
على الرغم من أهمية تقييم الأثر، إلا أنه يواجه عددًا من التحديات التي يجب أخذها في الاعتبار :
- التكلفة والوقت: يمكن أن تكون تقييمات الأثر مكلفة وتستغرق وقتًا طويلاً لإجرائها، خاصة التجارب العشوائية المضبوطة، مما قد يحد من تطبيقها في بعض السياقات [12].
- البيانات: تتطلب تقييمات الأثر بيانات عالية الجودة ودقيقة لضمان موثوقية النتائج. قد يكون جمع هذه البيانات مكلفًا ومعقدًا، خاصة في البيئات التي تفتقر إلى أنظمة بيانات قوية [13].
- التعقيد: تصميم وتنفيذ تقييمات الأثر يتطلب خبرة فنية عالية في الإحصاء، الاقتصاد القياسي، والمنهجيات البحثية. قد يكون من الصعب العثور على الخبرات اللازمة أو بناء القدرات الداخلية [14]
- الأخلاقيات: يجب مراعاة الاعتبارات الأخلاقية بعناية، خاصة في التجارب العشوائية حيث يتم حجب التدخل عن مجموعة معينة. يجب ضمان عدم إلحاق الضرر بالمشاركين وتوفير الفوائد لهم قدر الإمكان [15].